# 色谱法

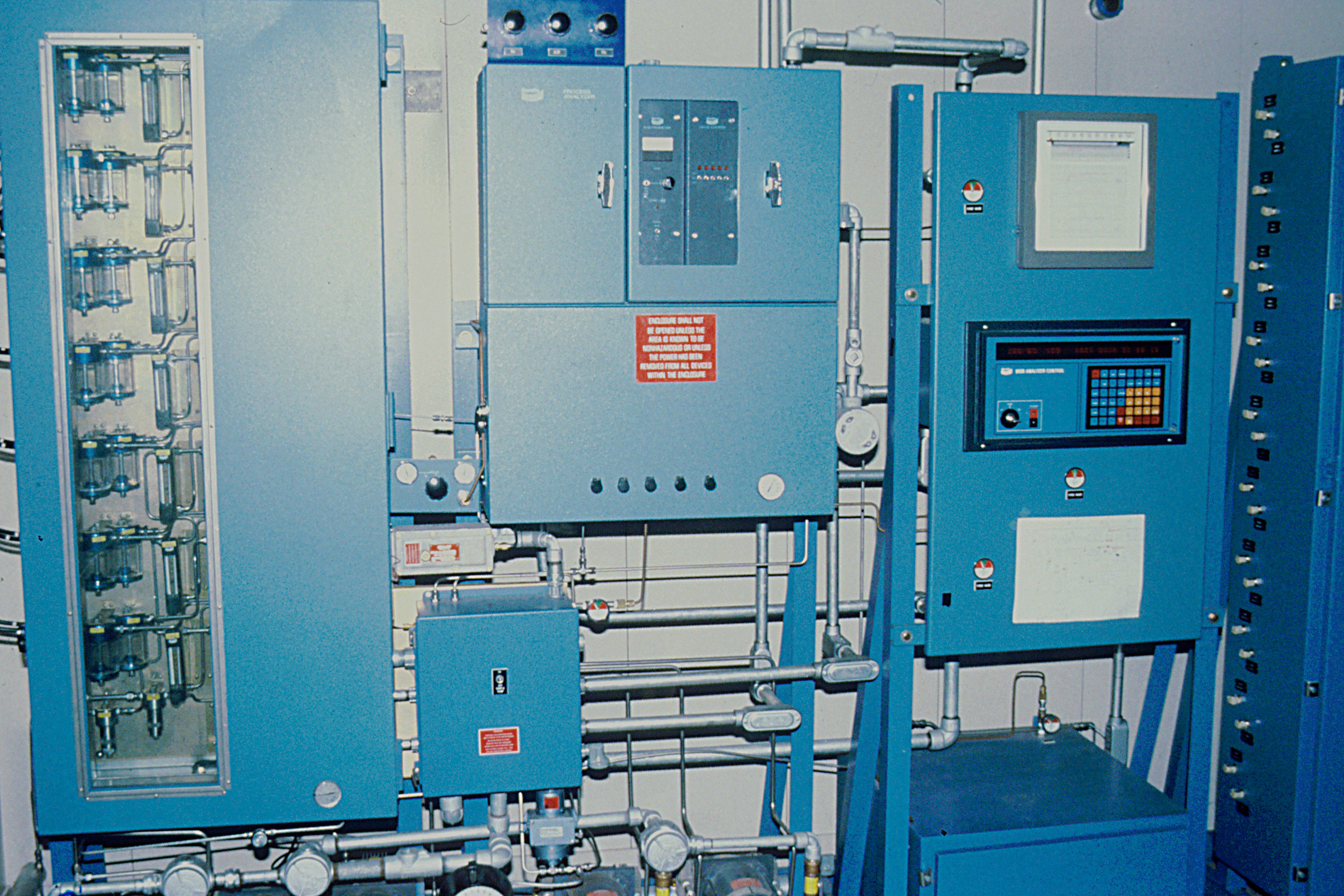
色谱分析儀器

，是一种分离和分析方法，在分析化学、有机化学、生物化学等领域有着非常广泛的应用。色谱法利用不同物质在不同相态的选择性分配，以流动相对固定相中的混合物进行洗脱，混合物中不同的物质（组分）沿固定相移动的速率不同，最终达到分离的效果。
色谱法起源于20世纪初，1950年代之后飞速发展，并发展出一个独立的三级学科——色谱学。历史上曾经先后有两位化学家因为在色谱领域的突出贡献而获得诺贝尔化学奖，此外色谱分析方法还在12项获得诺贝尔化学奖的研究工作中起到关键作用。

## 歷史

### 色谱的起源
色谱法起源于20世纪初，1906年俄国植物学家米哈伊尔·茨维特用碳酸钙填充竖立的玻璃管，以石油醚洗脱植物色素的提取液，经过一段时间洗脱之后，植物色素在碳酸钙柱中实现分离，由一条色带分散为数条平行的色带。由于这一实验将混合的植物色素分离为不同的色带，因此茨维特将这种方法命名为“Хроматография”（拉丁化：Khromatographija），来自古希腊文单词“χρώμᾰτος”（Khromatos，颜色）和后缀“-γραφία”（Graphia，图谱）。这个单词最终也被英语等使用拉丁字母的语言接受，成为色谱法的名称。汉语中的“色谱”则是对这个单词的意译。
茨维特并非著名科学家，他对色谱的研究以俄语发表在俄国的学术杂志之后不久，第一次世界大战爆发，欧洲正常的学术交流被迫终止。这些因素使得色谱法问世后十余年间不为学术界所知，直到1931年德国柏林威廉皇帝研究所的库恩将茨维特的方法应用于叶红素和叶黄素的研究，库恩的研究获得了广泛的承认，也让科学界接受了色谱法，此后的一段时间内，以氧化铝为固定相的色谱法在有色物质的分离中取得了广泛的应用，这就是今天的吸附色谱。

### 分配色谱的出现和色谱方法的普及

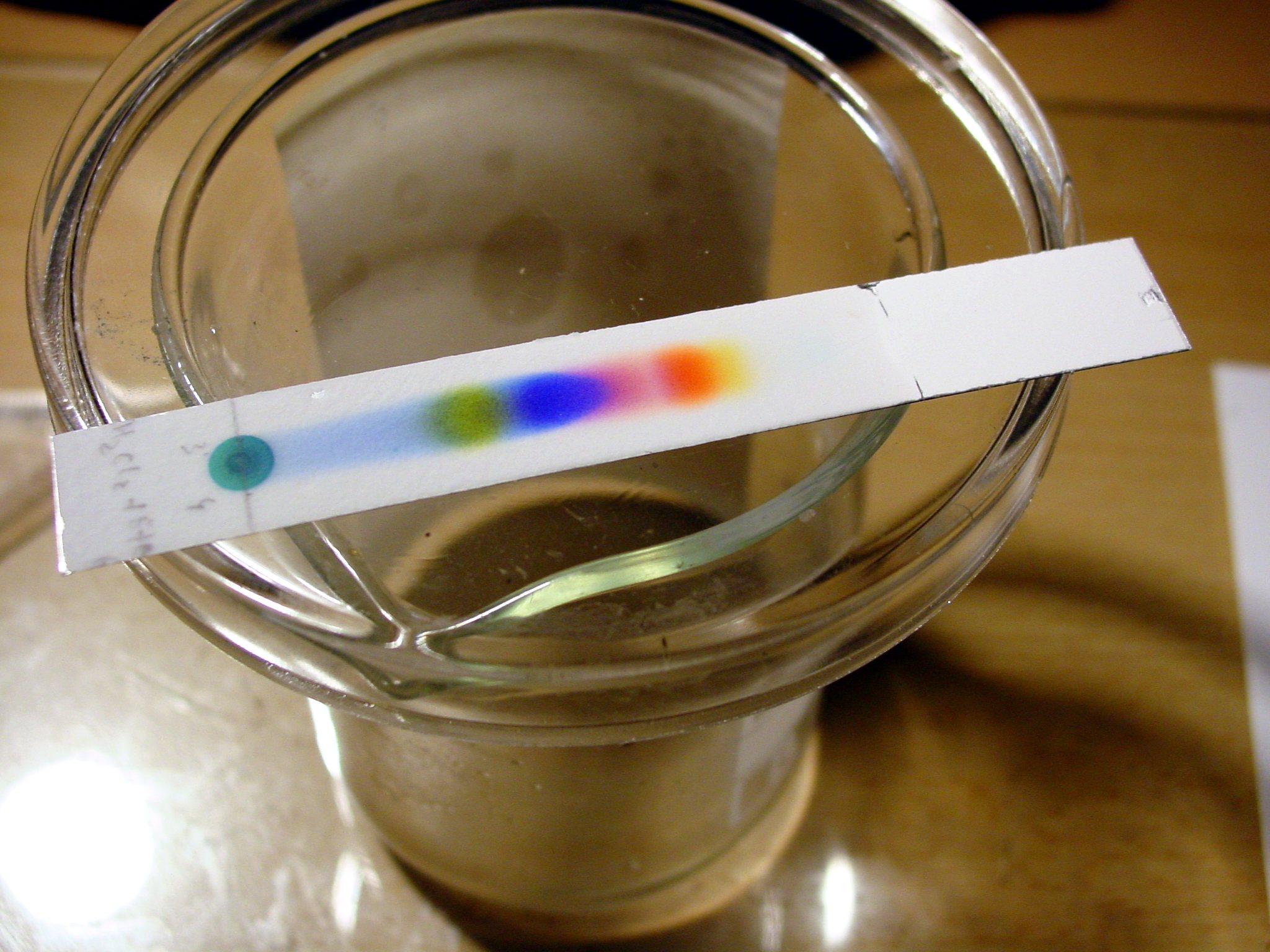
薄层色谱分离打印机黑色油墨的组成

1938年阿彻·约翰·波特·马丁和理查德·劳伦斯·米林顿·辛格准备利用氨基酸在水和有机溶剂中的溶解度差异分离不同种类的氨基酸，马丁早期曾经设计了逆流萃取系统以分离维生素，马丁和辛格准备用两种逆向流动的溶剂分离氨基酸，但是没有获得成功。后来他们将水吸附在固相的硅胶上，以氯仿冲洗，成功地分离了氨基酸，这就是现在常用的分配色谱。在获得成功之后，马丁和辛格的方法被广泛应用于各种有机物的分离。1943年马丁以及辛格又发明了在蒸汽饱和环境下进行的纸色谱法。

### 气相色谱和色谱理论的出现
1952年马丁和詹姆斯提出用气体作为流动相进行色谱分离的想法，他们用矽藻土吸附的硅酮油作为固定相，用氮气作为流动相分离了若干种小分子量挥发性有机酸。
气相色谱的出现使色谱技术从最初的定性分离手段进一步演化为具有分离功能的定量测定手段，并且极大的刺激了色谱技术和理论的发展。相比于早期的液相色谱，以气体为流动相的色谱对设备的要求更高，这促进了色谱技术的机械化、标准化和自动化；气相色谱需要特殊和更灵敏的检测装置，这促进了检测器的开发；而气相色谱的标准化又使得色谱学理论得以形成色谱学理论中有着重要地位的塔板理论和Van Deemter方程，以及保留时间、保留指数、峰宽等概念都是在研究气相色谱行为的过程中形成的。

### 高效液相色谱
1960年代，为了分离蛋白质、核酸等不易汽化的大分子物质，气相色谱的理论和方法被重新引入经典液相色谱。1960年代末科克兰、哈伯、荷瓦斯、莆黑斯、里普斯克等人开发了世界上第一台高效液相層析儀，开启了高效液相色谱的时代。高效液相色谱使用粒径更细的固定相填充色谱柱，提高色谱柱的塔板数，以高压驱动流动相，使得经典液相色谱需要数日乃至数月完成的分离工作得以在几个小时甚至几十分钟内完成。
1971年科克兰等人出版了《液相色谱的现代实践》一书，标志着高效液相色谱法正式建立。在此后的时间里，高效液相色谱成为最为常用的分离和检测手段，在有机化学、生物化学、医学、药物开发与检测、化工、食品科学、环境监测、商检和法检等方面都有广泛的应用。高效液相色谱同时还极大的刺激了固定相材料、检测技术、数据处理技术以及色谱理论的发展。

## 原理
色谱过程的本质是待分离物质分子在固定相和流动相之间分配平衡的过程，不同的物质在两相之间的分配会不同，这使其随流动相运动速度各不相同，随着流动相的运动，混合物中的不同组分在固定相上相互分离。根据物质的分离机制，又可以分为吸附色谱、分配色谱、离子交换色谱、凝胶色谱、亲和色谱等类别。

### 吸附色谱
吸附色谱亦稱液固層析法(liquid-solid chromatography，LSC)，利用固定相吸附中对物质分子吸附能力的差异实现对混合物的分离，吸附色谱的色谱过程是流动相分子与物质分子竞争固定相吸附中心的过程
吸附色谱的分配系数表达式如下：
{\displaystyle K_{a}={\frac {[X_{s}]}{[X_{m}]}}}
其中{\displaystyle [X_{s}]}表示被吸附于固定相活性中心的组分分子含量，{\displaystyle [X_{m}]}表示游离于流动相中的组分分子含量。分配系数对于计算待分离物质组分的保留时间有很重要的意义。

### 分配色谱
分配色谱亦稱液液層析法(liquid-liquid chromatography，LLC)，利用固定相与流动相之间对待分离组分溶解度的差异来实现分离。分配色谱的固定相一般为液相的溶剂，依靠涂布、键合、吸附等手段分布于色谱柱或者担体表面。分配色谱过程本质上是组分分子在固定相和流动相之间不断达到溶解平衡的过程。
分配色谱的狭义分配系数表达式如下：
{\displaystyle K={\frac {C_{s}}{C_{m}}}={\frac {X_{s}/V_{s}}{X_{m}/V_{m}}}}
式中{\displaystyle C_{s}}代表组分分子在固定相液体中的溶解度，{\displaystyle C_{m}}代表组分分子在流动相中的溶解度。

### 离子交换色谱
离子交换色谱利用待分离组分与固定相之间发生离子交换的能力差异来实现分离。离子交换色谱的固定相一般为离子交换树脂，树脂分子结构中存在许多可以电离的活性中心，待分离组分中的离子会与这些活性中心发生离子交换，形成离子交换平衡，从而在流动相与固定相之间形成分配。固定相的固有离子与待分离组分中的离子之间相互争夺固定相中的离子交换中心，并随着流动相的运动而运动，最终实现分离。
离子交换色谱的分配系数又叫做选择系数，其表达式为：
{\displaystyle K_{s}={\frac {[RX^{+}]}{[X^{+}]}}}

### 凝胶色谱
凝胶色谱的原理比较特殊，类似于分子筛。待分离组分在进入凝胶色谱后，会依据分子量的不同，进入或者不进入固定相凝胶的孔隙中，不能进入凝胶孔隙的分子会很快随流动相洗脱，而能够进入凝胶孔隙的分子则需要更长时间的冲洗才能够流出固定相，从而实现了根据分子量差异对各组分的分离。调整固定相使用的凝胶的交联度可以调整凝胶孔隙的大小；改变流动相的溶剂组成会改变固定相凝胶的溶涨状态，进而改变孔隙的大小，获得不同的分离效果。

### 亲和色谱
是一種利用固定相的結合特性來分離分子的色譜方法。親和色譜在凝膠過濾色譜柱上連接與待分離的物質有一定結合能力的分子，並且它們的結合是可逆的，在改變流動相條件時二者還能相互分離。親和色譜可以用來從混合物中純化或濃縮某一分子，也可以用來去除或減少混合物中某一分子的含量。

## 色谱理论

### 关于保留时间的理论
保留时间是样品从进入色谱柱到流出色谱柱所需要的时间，不同的物质在不同的色谱柱上以不同的流动相洗脱会有不同的保留时间，因此保留时间是色谱分析法比较重要的参数之一。
保留时间由物质在色谱中的分配系数决定：
{\displaystyle t_{R}=t_{0}(1+KV_{s}/V_{m})}
式中{\displaystyle t_{R}}表示某物质的保留时间，{\displaystyle t_{0}}是色谱系统的死时间，即流动相进入色谱柱到流出色谱柱的时间，这个时间由色谱柱的孔隙、流动相的流速等因素决定。K为分配系数，{\displaystyle V_{s}}{\displaystyle V_{m}}表示固定相和流动相的体积。这个公式又叫做色谱过程方程，是色谱学最基本的公式之一。
在薄层色谱中没有样品进入和流出固定相的过程，因此人们用比移值标示物质的色谱行为。比移值是一个与保留时间相对应的概念，它是样品点在色谱过程中移动的距离与流动相前沿移动距离的比值。与保留时间一样，比移值也由物质在色谱中的分配系数决定：
{\displaystyle R_{f}={\frac {V_{m}}{V_{m}+KV_{s}}}}
其中，{\displaystyle R_{f}}是比移值，K表示色谱分配系数，{\displaystyle V_{s}}{\displaystyle V_{m}}表示固定相和流动相的体积。

### 基于热力学的塔板理论
塔板理论是色谱学的基础理论，塔板理论将色谱柱看作一个分馏塔，待分离组分在分馏塔的塔板间移动，在每一个塔板内组分分子在固定相和流动相之间形成平衡，随着流动相的流动，组分分子不断从一个塔板移动到下一个塔板，并不断形成新的平衡。一个色谱柱的塔板数越多，则其分离效果就越好。
根据塔板理论，待分离组分流出色谱柱时的浓度沿时间呈现二项式分布，当色谱柱的塔板数很高的时候，二项式分布趋于正态分布。则流出曲线上组分浓度与时间的关系可以表示为：
{\displaystyle C_{t}={\frac {C_{0}}{\sigma {\sqrt {2\pi }}}}e^{-{\frac {(t-t_{R})^{2}}{2\sigma ^{2}}}}}
这一方程称作流出曲线方程，式中{\displaystyle C_{t}}为t时刻的组分浓度；{\displaystyle C_{0}}为组分总浓度，即峰面积；{\displaystyle \sigma }为半峰宽，即正态分布的标准差；{\displaystyle t_{R}}为组分的保留时间。
根据流出曲线方程人们定义色谱柱的理论塔板高度为单位柱长度的色谱峰方差：
{\displaystyle H={\frac {\sigma ^{2}}{L}}}
理论塔板高度越低，在单位长度色谱柱中就有越高的塔板数，则分离效果就越好。决定理论塔板高度的因素有：固定相的材质、色谱柱的均匀程度、流动相的理化性质以及流动相的流速等。
塔板理论是基于热力学近似的理论，在真实的色谱柱中并不存在一片片相互隔离的塔板，也不能完全满足塔板理论的前提假设。如塔板理论认为物质组分能够迅速在流动相和固定相之间建立平衡，还认为物质组分在沿色谱柱前进时没有径向扩散，这些都是不符合色谱柱实际情况的，因此塔板理论虽然能很好地解释色谱峰的峰型、峰高，客观地评价色谱柱地柱效，却不能很好地解释与动力学过程相关的一些现象，如色谱峰峰型的变形、理论塔板数与流动相流速的关系等。

### 基于动力学的范第姆特方程
范第姆特方程（Van Deemter equation）是对塔板理论的修正，用于解释色谱峰扩张和柱效降低的原因。塔板理论从热力学出发，引入了一些并不符合实际情况的假设，Van Deemter方程则建立了一套经验方程来修正塔板理论的误差。
范第姆特方程将峰形的改变归结为理论塔板高度的变化，理论塔板高度的变化则源于若干原因，包括涡流扩散、纵向扩散和传质阻抗等。
由于色谱柱内固定相填充的不均匀性，同一个组分会沿着不同的路径通过色谱柱，从而造成峰的扩张和柱效的降低。这称作涡流扩散
纵向扩散是由浓度梯度引起的，组分集中在色谱柱的某个区域会在浓度梯度的驱动下沿着径向发生扩散，使得峰形变宽柱效下降。
传质阻抗本质上是由达到分配平衡的速率带来的影响。实际体系中，组分分子在固定相和流动相之间达到平衡需要进行分子的吸附、脱附、溶解、扩散等过程，这种过程称为传质过程，阻碍这种过程的因素叫做传质阻抗。在理想状态中，色谱柱的传质阻抗为零，则组分分子流动相和固定相之间会迅速达到平衡。在实际体系中传质阻抗不为零，这导致色谱峰扩散，柱效下降。
在气相色谱中范第姆特方程形式为：
{\displaystyle H=A+{\frac {B}{\mu }}+C\mu }
其中H为理论塔板高度，A为涡流扩散系数，B为纵向扩散系数，C为传质阻抗系数，{\displaystyle \mu }为流动相流速。
在高效液相色谱中，由于流动相黏度远远高于气相色谱，纵向扩散对峰型的影响很小，可以忽略不计算，因而范第姆特方程的形式为：
{\displaystyle H=A+C\mu }

## 基本技术和方法
根据流动相的不同，色谱技术可以分为液相色谱和气相色谱。色谱法常见的方法有：柱色谱法、薄层色谱法、气相色谱法、高效液相色谱法等。
柱色谱法是最原始的色谱方法，这种方法将固定相注入下端塞有棉花或滤纸的玻璃管中，将被样品饱和的固定相粉末摊铺在玻璃管顶端，以流动相洗脱。常见的洗脱方式有两种，一种是自上而下依靠溶剂本身的重力洗脱，一种是自下而上依靠毛细作用洗脱。收集分离后的纯净组分也有两种不同的方法，一种方法是在柱尾直接接受流出的溶液，另一种方法是烘干固定相后用机械方法分开各个色带，以合适的溶剂浸泡固定相提取组分分子。柱色谱法被广泛应用于混合物的分离，包括对有机合成产物、天然提取物以及生物大分子的分离。
薄层色谱法是应用非常广泛的色谱方法，这种色谱方法将固定相图布在金属或玻璃薄板上形成薄层，用毛细管、钢笔或者其他工具将样品点染于薄板一端，之后将点样端浸入流动相中，依靠毛细作用令流动相溶剂沿薄板上行展开样品。薄层色谱法成本低廉操作简单，被用于对样品的粗测、对有机合成反应进程的检测等用途。
气相色谱是机械化程度很高的色谱方法，气相色谱系统由气源、色谱柱和柱箱、检测器和记录器等部分组成。气源负责提供色谱分析所需要的载气，即流动相，载气需要经过纯化和恒压的处理。气相色谱的色谱柱一般直径很细长度很长，根据结构可以分为填充柱和毛细管柱两种，填充柱比较短粗，直径在5毫米左右，长度在2－4米之间，外壳材质一般为不锈钢，内部填充固定相填料；毛细管柱由玻璃或石英制成，内径不超过0.5毫米，长度在数十米到一百米之间，柱内或者填充填料或者图布液相的固定相。柱箱是保护色谱柱和控制柱温度的装置，在气相色谱中，柱温常常会对分离效果产生很大影响，程序性温度控制常常是达到分离效果所必须的，因此柱箱扮演了非常重要的角色。检测器是气相色谱带给色谱分析法的新装置，在经典的柱色谱和薄层色谱中，对样品的分离和检测是分别进行的，而气相色谱则实现了分离与检测的结合，随着技术的进步，气相色谱的检测器已经有超过30种不同的类型。记录器是记录色谱信号的装置，早期的气相色谱使用记录纸和记录器进行记录，现在记录工作都已经依靠计算机完成，并能对数据进行实时的化学计量学处理。气相色谱被广泛应用于小分子量复杂组分物质的定量分析。
高效液相色谱（HPLC）是目前应用最多的色谱分析方法，高效液相色谱系统由流动相储液体瓶、输液泵、进样器、色谱柱、检测器和记录器组成，其整体组成类似于气相色谱，但是针对其流动相为液体的特点作出很多调整。HPLC的输液泵要求输液量恒定平稳；进样系统要求进样便利切换严密；由于液体流动相黏度远远高于气体，为了减低柱压，高效液相色谱的色谱柱一般比较粗，长度也远小于气相色谱柱。HPLC应用非常广泛，几乎遍及定量定性分析的各个领域。

## 应用

制备型高效液相色谱仪

色谱法的应用可以根据目的分为制备性色谱和分析性色谱两大类。
制备性色谱的目的是分离混合物，获得一定数量的纯净组分，这包括对有机合成产物的纯化、天然产物的分离纯化以及去离子水的制备等。相对于色谱法出现之前的纯化分离技术如重结晶，色谱法能够在一步操作之内完成对混合物的分离，但是色谱法分离纯化的产量有限，只适合于实验室应用。
分析性色谱的目的是定量或者定性测定混合物中各组分的性质和含量。定性的分析性色谱有薄层色谱、纸色谱等，定量的分析性色谱有气相色谱、高效液相色谱等。色谱法应用于分析领域使得分离和测定的过程合二为一，降低了混合物分析的难度缩短了分析的周期，是目前比较主流的分析方法。在中华人民共和国药典中，共有超过600种化学合成药和超过400种中药的质量控制应用了高效液相色谱的方法。

## 发展方向

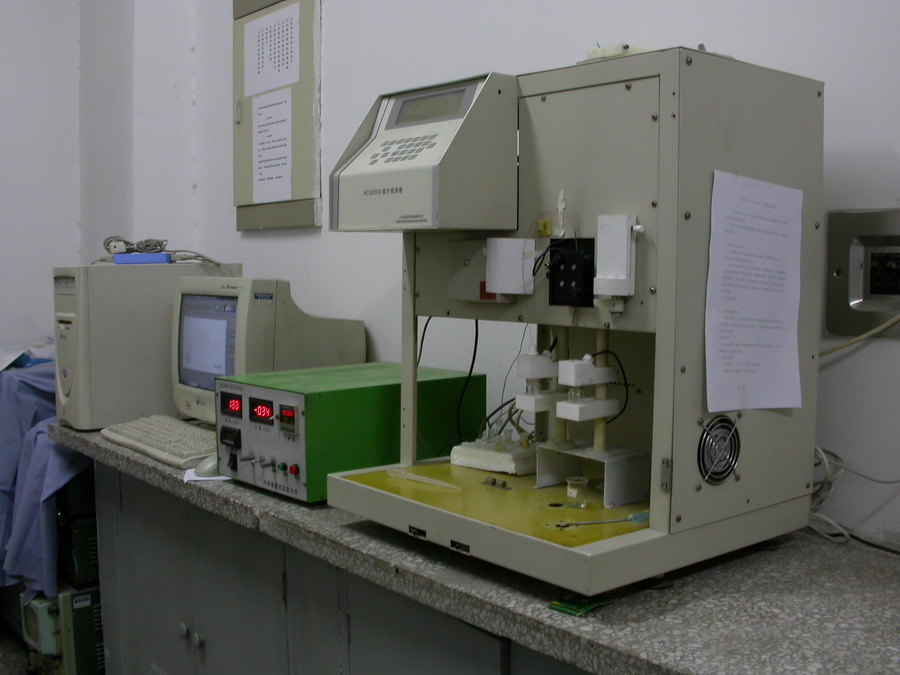
高效毛细管电泳是一种色谱新方法

色谱法是分析化学中应用最广泛发展最迅速的研究领域，新技术新方法日新月異。

### 新固定相的研究
固定相和流动相是色谱法的主角，新固定相的研究不断扩展着色谱法的应用领域，如手性固定相使色谱法能够分离和测定手性化合物；反相固定相没有死吸附，可以简单地分离和测定血浆等生物药品。

### 检测方法的研究
检测方法也是色谱学研究的热点之一，人们不断更新检测器的灵敏度，使色谱分析能够更灵敏地进行分析。人们还将其他光谱的技术引入色谱，如进行色谱－质谱连用、色谱－红外光谱连用、色谱－紫外连用等，在分离化合物的同时即行测定化合物的结构。色谱检测器的发展还伴随着数据处理技术的发展，检测获得的数据随即进行计算处理，使试验者获得更多信息。

### 专家系统
专家系统是色谱学与信息技术结合的产物，由于应用色谱法进行分析要根据研究内容选择不同的流动相、固定相、预处理方法以及其他条件，因此需要大量的实践经验，色谱专家系统是模拟色谱专家的思维方式为色谱使用者提供帮助的程序，专家系统的知识库中存储了大量色谱专家的实践经验，可以为使用者提供关于色谱柱系统选择、样品处理方式、色谱分离条件选择、定性和定量结果解析等帮助。

### 色谱新方法
色谱新方法也是色谱研究热点之一。高效毛细管电泳法是目前研究最多的色谱新方法，这种方法没有流动相和固定相的区分，而是依靠外加电场的驱动令带电离子在毛细管中沿电场方向移动，由于离子的带电状况、质量、形态等的差异使不同离子相互分离。高效毛细管电泳法没有HPLC方法中存在的传质阻抗、涡流扩散等降低柱效的因素，纵向扩散也因为毛细管壁的双电层的存在而受到抑制，因而能够达到很高的理论塔板数，有极好的分离效果。